# Telioneura imbecillus
Telioneura imbecillus là một loài bướm đêm thuộc phân họ Arctiinae, họ Erebidae.